# Barra (tipografía)
La barra (/) es un signo auxiliar que consiste en una línea diagonal que se traza de abajo arriba y de izquierda a derecha.
Junto con la arroba (@), la barra inversa (\) y otros signos, ha presenciado un gran crecimiento de uso debido a su utilización en Internet.

## Otros nombres
También es llamada por otros nombres: slash, barra oblicua, barra inclinada, barra diagonal, diagonal o barrita (no confundir con la pleca "|").

## Usos
- En ciertas abreviaturas, sustituye al punto abreviativo.

c/ (calle o cuenta).
s/n (sin número).

Las abreviaturas en las que el punto se sustituye por la barra: c/ (por calle), c/c (por cuenta corriente), d/f (por días fecha), d/v (por días vista), no se debe dejar espacio entre las letras y la barra. Obviamente sí se debe dejar espacio tras la abreviatura. Por ejemplo: C/ Sierpes.
- En algunas expresiones con valor preposicional.

120 km/h [kilómetros por hora]
10 m/s [metros por segundo]
600 euros/mes (euros al mes).

- En la expresión numérica de las fechas, para separar la mención de día, mes y año. En esos casos también se pueden emplear guiones o puntos.

23/6/1995 [veintitrés de junio de mil novecientos noventa y cinco]

- Para ofrecer dos opciones, si se coloca entre dos palabras o entre una palabra y un morfema.

La barra relaciona dos conceptos diferentes, que pueden ser afines o excluyentes. En este caso puede sustituirse por paréntesis. No se pone espacio antes ni después de la barra oblicua.

verdadero/falso
niño/a
madrileño/a

- En obras de ortografía, para marcar el final del renglón al indicar el pase de un resto de palabra a otra línea en la división de palabras, o una palabra entera en la separación de palabras.

telé- / fono
subir por un pino / sendero

- En obras lingüísticas, para encerrar la representación de los fonemas y las transcripciones fonológicas. En estos casos, las letras o palabras que van entre barras se escriben en redonda (o sea, con letra no cursiva).

el fonema /x/
/klábe/

Para las transcripciones fonéticas (que utilizan el AFI) se emplean los corchetes ([]):
- Para separar las alternancias ortográficas, sin incluir espacio antes ni después de la barra.

gerbo/jerbo
voceras/boceras

- Para indicar la división silábica, dejando un espacio antes y después de la barra.

ca- / ba - / llo
bo- / te- / lla

- En citas bibliográficas y bibliografías, para separar el número de publicación y el del año, o bien el del año y el de la página.

17/2001
1982/23

- En leyes, decretos, documentos, informes, series, códigos, etc., con una función similar. En esos casos, el signo debe leerse como la palabra «barra»:[cita requerida]

decreto 45/1985 (decreto cuarenta y cinco barra mil novecientos ochenta y cinco).
ley 34/67 (ley treinta y cuatro barra sesenta y siete).

- En poesía, para señalar el final de un verso cuando el siguiente se transcribe en la misma línea. En estos casos se debe dejar un espacio antes y después de la barra. La pleca también puede cumplir esta función, aunque es menos frecuente.

«Me he quedado sin pulso y sin aliento / separado de ti. Cuando respiro, / el aire se me vuelve en un suspiro / y en polvo el corazón de desaliento» (Ángel González).

Cuando se omiten versos, se sustituyen por puntos encorchetados entre barras (o entre plecas).

«Fuera, la luna platea / [...] / dentro, mi sombra pasea / por los muros encalados» (Antonio Machado).

- Se puede utilizar la barra también cuando se transcribe un texto no poético, en las transcripciones de portadas de textos antiguos o en las ediciones críticas para indicar el cambio de línea en el original. En esos casos se suele acompañar de su numeración para facilitar las consultas y remisiones.

- En matemáticas, con el significado de ‘dividido entre’, tanto en las divisiones (caso en el que equivale a los dos puntos; el Diccionario panhispánico de dudas admite también el empleo anglosajón del signo de progresión aritmética ÷ con el sentido de división), como en las fracciones (caso en el que equivale a la raya horizontal. La barra debe escribirse pegada a los números. También se utiliza en Teoría de Conjuntos con el significado de "tal que".

48/24 (48 dividido entre 24).
1/3 (un tercio).

- En informática, este carácter se utiliza en la mayoría de los sistemas operativos —especialmente en aquellos basados en Unix— para notar el directorio raíz o separar los directorios (véase Filesystem Hierarchy Standard).

/usr/local/bin

Como extensión de lo anterior, se utiliza para separar las distintas páginas jerarquizadas de una dirección web.
En sistemas operativos Windows se utiliza para añadir una opción en comandos del Símbolo del sistema (cmd.exe) o Windows PowerShell.

shutdown /s /t 1 (Orden de apagado o reinicio, opción obligatoria, /s apaga el equipo, con /t establecemos el tiempo en segundos para realizar la acción en 1 (s))

http://es.wikipedia.org/wiki/Portada

### Uso incorrecto
Según indica el ortógrafo, ortotipógrafo y tipógrafo José Martínez de Sousa, son incorrectos los siguientes usos de la barra:
- En expresiones como 50 mg/kg/día (cincuenta miligramos por kilogramo por día), se debe escribir: «50 (mg/kg)/d» o «50 mg/(kg/d)», según se trate. [Es improbable que se quiera dar el segundo sentido, pero en tal caso sería mejor 50 mg d/kg]. La grafía con dos o más barras sin los paréntesis que den el orden de las operaciones es incorrecta.
- Al escribir fechas del tipo octubre/1985. Se debe escribir octubre de 1985, ya que aquí la barra no cumple ninguna función.
- También considera incorrectas expresiones como 20/h, 30/s (lo correcto sería escribir 20 por hora o veinte por hora y 30 por segundo o treinta por segundo), pero normas como el SI no solo no las consideran correctas, sino recomendables, como expresiones simbólicas de esos conceptos.
- La barra se utiliza en ocasiones, incluso en textos oficiales y diccionarios enciclopédicos, en la combinación y/o. Este uso está rechazado, ya que en esos casos, bastaría con emplear únicamente la conjunción o.